# 코마시나역
코마시나역(이탈리아어: Affori FN)은 밀라노 지하철 3호선의 역이다. 3호선이 처음으로 개통되고 난 뒤 21년이 지난 2011년 3월 26일에 문을 열었다. 문을 연 이래로 현재까지 3호선의 북쪽 종착역이며, 2011년에 개통된 데르가노 역부터 코마시나 역까지의 연장 구간에 있는 4개 역 중 하나이다.
아포리 지구의 중심부에 위치해 있으며, 밀라노현 북부를 운행하는 노선들과 환승할 수 있다. 지하에 위치한 역으로 한 개 터널에 2면 2선의 구조로 지어져 있다.

## 환승
역 근처에 ATM에서 운영하는 일반 버스 정류장과 밀라노-림바테 선의 트램 정거장이 있다.
또한 건물 부근에는 에어풀맨 (AirPullman)이 운영하는 도시간 버스 노선의 정류장이 있다.
- 트램 정거장 (Comasina M3, 179번)
- 버스 정류장

## 시설
이 역에는 다음과 같은 시설이 있다.
- 장애인 승객을 위한 승차 시설
- 엘레베이터
- 에스컬레이터
- 승차권 자동 판매기
- 역 감시카메라